# Dichagyris bisignata
Dichagyris bisignata är en fjärilsart som beskrevs av Igor Kozhanchikov 1930. Dichagyris bisignata ingår i släktet Dichagyris och familjen nattflyn. Inga underarter finns listade i Catalogue of Life.